# Pycreus chekiangensis
Pycreus chekiangensis là loài thực vật có hoa trong họ Cói. Loài này được Tang & F.T.Wang miêu tả khoa học đầu tiên năm 1961.